# Ruohojärvet (Junosuando socken, Norrbotten, 751700-178757)
Ruohojärvet är en sjö i Pajala kommun i Norrbotten och ingår i Torneälvens huvudavrinningsområde. Sjön har en area på 0,0404 kvadratkilometer och ligger 281 meter över havet.

## Delavrinningsområde
Ruohojärvet ingår i det delavrinningsområde (751535-178697) som SMHI kallar för Ovan Porojoki. Medelhöjden är 279 meter över havet och ytan är 26,41 kvadratkilometer. Räknas de 2 avrinningsområdena uppströms in blir den ackumulerade arean 39,69 kvadratkilometer. Nuuksujoki (Leipiöjoki) som avvattnar avrinningsområdet har biflödesordning 3, vilket innebär att vattnet flödar genom totalt 3 vattendrag innan det når havet efter 279 kilometer. Avrinningsområdet består mestadels av skog (75 procent) och sankmarker (24 procent). Avrinningsområdet har 0,46 kvadratkilometer vattenytor vilket ger det en sjöprocent på 1,2 procent.